# Ed Mioduszewski
Edward Thomas Mioduszewski (Cliffside Park, 28 ottobre 1931 – Spring Valley, 8 ottobre 2018) è stato un giocatore di football americano statunitense che ha militato nel ruolo di quarterback nella National Football League (NFL).

## Carriera
Mioduszewski all'università giocò football per il College di William e Mary, venendo inserito nel Second-team All-American dall'Associated Press nel 1952. Fu scelto dai Baltimore Colts nel corso del 18º giro (217º assoluto) nel Draft NFL 1953. Con essi disputò l'unica stagione come professionista scendendo in campo in 12 partite, di cui una come titolare, passando 113 yard, 2 touchdown e subendo 2 intercetti.